# Philip Berrigan
Philip Francis Berrigan (5 octobre 1923 - 6 décembre 2002) est un activiste pacifiste américain et un prêtre catholique. Il s'est engagé dans la désobéissance civile non violente pour la cause de la paix et du désarmement nucléaire et il a souvent été arrêté. Il s'est marié en 1973 avec une ancienne religieuse, Elizabeth McAlister. Les deux furent ensuite excommuniés par l'Eglise catholique. Au cours de leurs 29 années de mariage, ils ont passé l'un ou l'autre onze années en prison.

## Biographie
Berrigan est né aux Etats-Unis, il a cinq frères dont le Jésuite Daniel Berrigan.
Il est diplômé de l'université de Syracuse (État de New York). En 1943, il a été appelé pour servir au cours de la Seconde Guerre mondiale, au cours de laquelle il participe en 1945 à la bataille des Ardennes. A la fin du conflit, il a atteint le grade de lieutenant dans l'infanterie.
Il est diplômé de l'Université Jésuite de Worcester (Massachusets). En 1950 il rejoint la congrégation catholique de St Joseph qui a pour mission de servir les descendants africains aux Etats-Unis. Il est ordonné prêtre en 1955. Il passe divers diplômes et devient enseignant en 1960.
En plus de ses activités académiques, Berrigan s'engage dans le mouvement des droits civiques  Mouvement des droits civiques aux Etats-Unis depuis 1954. Il participe à divers mouvements dont le sit-in à la suite du boycott du bus de Montgomery Ségrégation raciale aux États-Unis. Son frère Daniel écrit de lui dans son autobiographie qu'il était aux côtés des pauvres des villes et qu'il a rejeté la position traditionnelle de l'Eglise dans les communautés noires.
Philip Berrigan a été emprisonné pour la première fois en 1962/1963. Durant ses emprisonnements, il a souvent constitué des classées d'étude biblique et il a offert un support éducatif légal aux autres détenus. En tant que prêtre, son activité et sa détention ont été désapprouvés par sa hiérarchie et il a été déplacé à plusieurs reprises.

## Activités de contestation de laguerre du Viêt Nam

### Baltimore Four
En 1967, Philipp Berrigan avec trois amis (dont un autre prêtre) ont versé leur sang sur les fiches militaires (les fiches des conscrits) à Baltimore.

### Catonsville nine
En 1968, il a recommencé avec huit autres personnes (dont son frère jésuite Daniel) en allant chercher 600 fiches de conscription pour les brûler publiquement au Napalm.
Le 8 novembre 1968 il fut condamné à 16 mois de prison. Leur appel fut rejeté.

## Publications
- No More Strangers, Punishment for Peace  (ISBN 0-345-22430-2)
- Prison Journals of a Priest Revolutionary  (ISBN 0-03-084513-0)
- Punishment for Peace  (ISBN 0-345-02430-3)
- Disciples and Dissidents, 2000 Haley's, edited by Fred Wilcox, authors Steven Baggarly, Philip Berrigan, Mark Coville, Susan Crane, Steve Kelly, S.J.. Tom Lewis-Borbely[1]
- Widen the Prison Gates  (ISBN 0-671-21638-4)
- Fighting the Lamb's War, 1996 (autobiography)  (ISBN 1-56751-101-5)
- The Times' Discipline, written with his wife about Jonah House

## Autres lectures
- The Berrigan brothers: the story of Daniel and Philip Berrigan (1974) the University of Michigan
- Murray Polner and Jim O'Grady Disarmed and Dangerous: The Radical Lives & Times of Daniel & Philip Berrigan (Basic Books, 1997; Westvew Press, 1998)
- Jerry Elmer, Felon for Peace Vanderbilt University Press, 2005  (ISBN 9780826514950)
- Francine du Plessix Gray, Divine Disobedience: Profiles in Catholic Radicalism (Knopf, 1970)
- Daniel Cosacchi and Eric Martin, eds., The Berrigan Letters: Personal Correspondence between Daniel and Philip Berrigan (Orbis Books, 2016)
- Sebastian Kalicha et Daniel Grunewald (Illustrations) (trad. de l'allemand par Gaël Cheptou), Anarchisme non-violent et pacifisme libertaire : une approche théorique et historique, Lyon, Atelier de création libertaire, octobre 2020, 276 p. (ISBN 978-2-35104-148-2 et 2-35104-148-8, OCLC 1229035610, lire en ligne), p. 225-226